# Sonate pour piano à quatre mains en ut majeur, D 812
Pour les articles homonymes, voir Sonate pour piano à quatre mains.
Franz Schubert écrit la Sonate en ut majeur pour piano à quatre mains, D 812, en juin 1824 lors de son second séjour au domaine Esterházy à Zseliz. L'œuvre prolongée, en quatre mouvements, a une durée d'exécution d'environ 40 à 45 minutes. La sonate est publiée sous le titre de Grand Duo, op. 140, en 1837, neuf ans après la mort du compositeur. L'éditeur Anton Diabelli, dédie la partition à Clara Wieck.
Son futur époux, Robert Schumann a vu l'influence de Beethoven dans l'œuvre et l'a immédiatement considérée comme la version pour piano d'une symphonie. Joseph Joachim arrange la partition pour orchestre en 1855 à l'instigation de Johannes Brahms. L'arrangement crée en février 1856 à Hanovre est la version la plus jouée du XXe siècle à nos jours. Œuvre exécutée avant « l'originale » en décembre 1859, l'arrangement orchestral a connu de multiples versions. Compositeurs et chefs d'orchestre en ont fait leurs propres arrangements au XXe siècle, mais aucun n’égale la complexité et le style de Joachim.
À partir de la seconde moitié du XXe siècle, le Grand Duo est cependant plus volontiers apprécié comme pièce pour piano avec effets orchestraux, plutôt que comme une « symphonie déguisée ».

## Historique

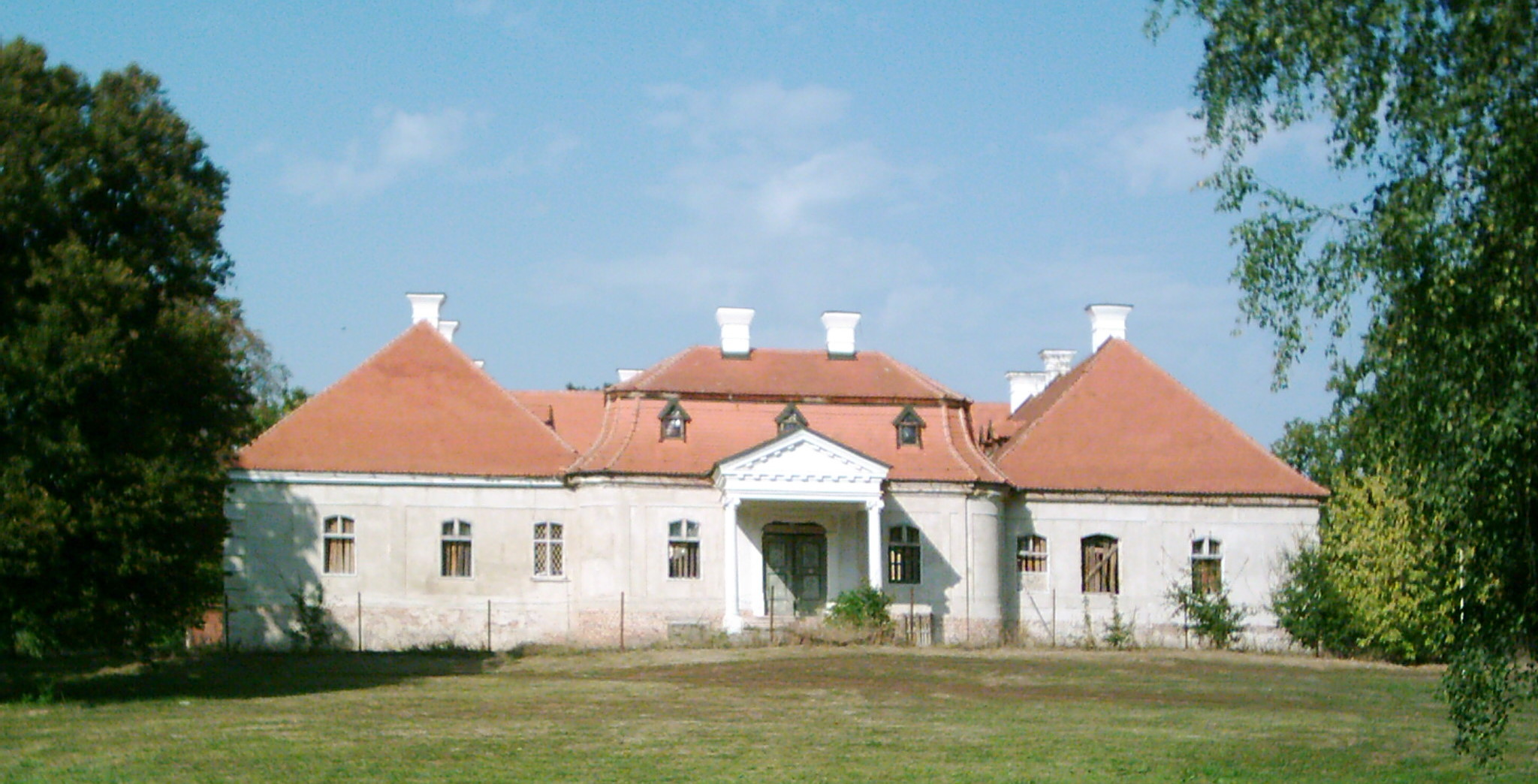
Résidence Esterházy à Želiezovce, où Schubert écrit sa Sonate en ut majeur pour piano à quatre mains.

En 1818, le Comte János Károly Esterházy de Galántha (en allemand : Johann Karl Esterházy von Galánta) engage Schubert comme professeur de musique pour ses filles, Mária Terezia et Karoline, lorsque la famille séjourne dans leur résidence d'été à Zseliz, à l'époque dans la Hongrie rurale. Schubert séjourne à Zseliz du 7 juillet au 19 novembre, époque à laquelle il écrit sa Sonate en si bémol majeur pour piano à quatre mains, D 617.
En mai 1822, Schubert dédie son op. 8, un recueil de quatre mélodies (D 702, 516, 586 et 539), au comte János Károly. Plus tard cette année-là, le compositeur contracte la syphilis, souffrant de la maladie pendant la plus grande partie de 1823 et se rétablissant partiellement vers la fin de l'année. Son op. 30, la Sonate en duo pour piano en si bémol majeur de 1818, est publiée en décembre. Quelques mois plus tard, les symptômes de sa maladie reprennent de l'ampleur.
Dans une lettre du 31 mars à son ami Leopold Kupelwieser, il décrit l'échec de ses derniers projets d'opéra et exprime son désespoir face à son état de santé. Il mentionne également ses dernières compositions de musique de chambre (les Quatuors à cordes D 804 et 810 et l'Octuor D 803) et son projet d'écrire un autre Quatuor, après quoi il ajoute :
| « überhaupt will ich mir auf diese Art den Weg zur großen Sinfonie bahnen. — Das Neueste in Wien ist, dß Beethoven ein Concert gibt, in welchem er seine neue Sinfonie, 3 Stücke aus der neuen Messe, u. eine neue Ouvertüre produciren läßt. — Wenn Gott will, so bin auch ich gesonnen, künftiges Jahr ein ähnliches Concert zu geben. » |  |  | « Je veux vraiment ouvrir la voie à la grande symphonie de cette façon. — La dernière nouveauté à Vienne est que Beethoven donne un concert dans lequel il fait produire sa nouvelle symphonie, 3 pièces de la nouvelle messe et une nouvelle ouverture. — Si Dieu le veut, moi aussi j'ai l'intention de donner un concert semblable l'année prochaine. » |

Il termine la lettre en faisant référence à sa deuxième visite prévue à Zseliz :
| « … ich Anfangs May mit Esterhazy nach Ungarn gehe. » |  |  | « Je pars en Hongrie avec Esterhazy début mai. » |

Le 7 mai, Schubert assiste au concert au cours duquel Beethoven présente sa 9e symphonie. Se sentant en meilleure santé, il est à Zseliz à la fin du mois, de nouveau en tant que professeur de musique de la famille Esterházy pour la saison estivale. Son ami Moritz von Schwind écrit à Kupelwieser l'informant que le compositeur part pour la Hongrie et qu'il prévoit d'écrire une symphonie. Le catalogue Deutsch répertorie trois compositions, toutes pour piano à quatre mains, que Schubert a composé au cours de ses premiers mois à Zseliz :
- Sonate en ut majeur, D 812 : les parties autographes sont datées de juin 1824[16].
- Huit Variations sur un thème original, D 813, composées entre fin mai et mi-juillet[17].
- Vier Ländler, D 814, composés en juillet[17].

Dans la seconde quinzaine de juillet, le compositeur écrit à son frère Ferdinand, commençant par une analyse du chagrin apporté par son absence, suivie de :
| « Damit Dich diese Zeilen nicht vielleicht verführen, zu glauben, ich sey nicht wohl, oder nicht heiteren Gemüthes, so beeile ich mich, Dich des Gegentheils zu versichern. Freylich ists nicht mehr jene glückliche Zeit, in der uns jeder Gegenstand mit einer jugendlichen Glorie umgeben scheint, sondern jenes fatale Erkennen einer miserablen Wirklichkeit, die ich mir durch meine Phantasie (Gott sey's gedankt) so viel als möglich zu verschönern suche. Man glaubt an dem Orte, wo man einst glücklicher war, hänge das Glück, indem es doch nur in uns selbst ist, und so erfuhr ich zwar eine unangenehme Täuschung …, doch bin ich jetzt mehr im Stande, Glück und Ruhe in mir selbst zu finden, als damals. Als Beweis dessen werden Dir eine große Sonate und Variationen über ein selbst erfundenes Thema, beides zu 4 Hände, welche ich bereits componiert habe, dienen. Die Variationen erfreuen sich eines ganz besondern Beifalls. » |  |  | « Afin que ces lignes ne vous induisent pas en erreur en vous faisant croire que je ne suis pas bien ou de mauvaise humeur, je m'empresse de vous assurer du contraire. Bien sûr, ce n'est plus ce temps heureux où chaque objet semble nous entourer d'une gloire juvénile, mais cette fatale reconnaissance d'une réalité misérable que j'essaie d'embellir au maximum avec mon imagination (Dieu merci)… » |

L'analyse de la correspondance indique que ces pièces pour piano à quatre mains ont été exécutées sur-le-champ, peu de temps après leur achèvement, par le compositeur, peut-être même par de jeunes élèves, comtes ou comtesses. Aux alentours de juillet 1824, les symptômes de la maladie vénérienne de Schubert sont pratiquement partis mais ils resteront les deux années suivantes. En août, il écrit à Schwind, mentionnant à nouveau la Sonate D 812 et les Variations D 813 :
| « Ich bin noch immer Gottlob gesund u. würde mich hier recht wohl befinden, hätt' ich Dich, Schober u. Kupelwieser bey mir, so aber verspüre ich trotz des anziehenden bewußten Sternes manchmahl eine verfluchte Sehnsucht nach Wien. Mit Ende Septemb. hoffe ich Dich wieder zu sehn. Ich habe eine große Sonate u. Variationen zu 4 Hände componirt, welche letztere sich eines besondern Beyfalls hier erfreuen, da ich aber dem Geschmack der Ungarn nicht ganz traue, so überlasse ich's Dir u. den Wienern darüber zu entscheiden. » |  |  | « Je suis toujours en bonne santé, Dieu merci, et je serais très heureux ici si je vous avais, Schober et Kupelwieser avec moi, mais malgré l'étoile consciente qui m'attire, je ressens parfois une envie maudite de Vienne. D'ici fin septembre j'espère te revoir j'ai composé une grande sonate et des variations à 4 mains, dont les dernières sont particulièrement bien accueillies ici, mais comme je ne fais pas entièrement confiance au goût des Hongrois, je vous laisse à vous et aux Viennois le soin de décider. » |

La « star attirante » est interprétée par les chercheurs comme une référence à la Comtesse Karoline, qui allait avoir 19 ans en septembre. Toujours en août, Schwind écrit à Schober :
| « Schubert hat geschrieben. Es geht ihm recht wohl und er ist fleißig. So viel ich weiß an einer Symphonie… » |  |  | « Schubert a écrit. Il se débrouille plutôt bien et est travailleur. Autant que je sache dans une symphonie… » |

Quelques semaines après l'anniversaire de Karoline, Schubert se sent encore plus désolé qu'un mois plus tôt en écrivant à Schwind – confère lettre du 21 septembre 1824 à Schober (dans laquelle il explique pourquoi il avait quitté Vienne en 1823) :
| « … Nun sitz ich allein hier im tiefen Ungarlande, in das ich mich leider zum 2 ten Male locken liess, ohne auch nur einen Menschen zu haben, mit dem ich ein gescheidtes Wort reden könnte. Ich habe seit der Zeit, dass du weg bist, beinahe keine Lieder componirt, aber mich in einigen Instrumental-Sachen versucht. Was mit meinen Opern geschehen wird, weiss der Himmel ! Ungeachtet ich nun seit fünf Monaten gesund bin, so ist meine Heiterkeit doch oft getrübt durch Deine und Kuppels Abwesenheit, und verlebe manchmal sehr elende Tage; … » |  |  | « Maintenant, je suis assis seul ici dans la Hongrie profonde, vers laquelle je me suis malheureusement laissé attirer pour la deuxième fois, sans même avoir une personne avec qui je pourrais avoir un mot sage. Je n'ai presque pas composé de lieder depuis ton départ, mais j'ai essayé quelques trucs instrumentaux. Dieu sait ce qu'il adviendra de mes opéras ! Bien que je sois en bonne santé depuis cinq mois maintenant, ma bonne humeur est souvent assombrie par votre absence et celle de Kuppel, et je passe parfois des jours très misérables… » |

Schubert retourne à Vienne en octobre, en calèche avec le Baron Karl von Schönstein, un ami du comte Esterházy à qui Schubert avait dédié Die schöne Müllerin et qui avait participé, avec le compositeur et des membres de la famille Esterházy, à plusieurs concerts donnés à Zseliz. Quelque trois décennies plus tard, après être devenu un champion de la musique de Schubert, von Schönstein a écrit :
| « Welch musikalisch-schöpferischer Reichtum in Schubert lag, erkannte man chauve im Hause Esterházy; er wurde ein Liebling der Familie, blieb auch über Winter in Wien Musikmeister im Hause und begleitete die Familie auch spätere Sommer hindurch auf das genannte Landgut in Ungarn. Er war überhaupt bis zu seinem Tode viel im Hause des Grafen Esterházy. Ein Liebesverhältnis mit einer Dienerin, welches Schubert in diesem Hause chauve nach seinem Eintritt in dasselbe anknüpfte, wich in der Folge einer poetischeren Flamme, welche für die jüngere Tochter des Hauses, Komtesse Karoline, in seinem Inneren emporschlug. Dieselbe loderte fort bis an sein Ende. Karoline schätzte ihn und sein Talent sehr hoch, erwiderte jedoch diese Liebe nicht, vielleicht ahnte sie dieselbe auch nicht einmal in dem Grade, als sie vorhanden war. Ich sage, denn er sie liebe, mußte ihr durch eine Äußerung Schuberts – die einzige Erklärung in Worten – klargeworden sein. Als sie nämlich einst Schubert im Scherz vorgeworfen, er habe ihr noch gar kein Musikstück dediziert, erwiderte jener : "Wozu denn, es ist Ihnen ja ohnehin alles gewidmet." » |  |  | « Quelle richesse musicale et créative résidait dans Schubert était reconnu chauve dans la maison Esterházy ; il est devenu un favori de la famille, est resté maître de musique dans la maison pendant l'hiver à Vienne et a également accompagné la famille pendant les derniers étés jusqu'au domaine de campagne susmentionné en Hongrie. Jusqu'à sa mort, il passa beaucoup de temps dans la maison du comte Esterházy. [etc.] » |

Au cours de l'été 1825, Schubert séjourne à Gmunden de début juin à mi-juillet et à Bad Gastein de mi-août à début septembre. La correspondance contemporaine de ses amis indique clairement qu'il travaille sur une Symphonie, surnommée plus tard la Symphonie de Gmunden-Gastein. En mars 1828, le jour anniversaire de la mort de Beethoven, Schubert donne son unique concert public ; son ampleur est un peu inférieure à l'ambition qu'il avait exprimée dans sa lettre à Kupelwieser quatre ans plus tôt. Seule la musique de chambre était alors exécutée, mais le doute du compositeur se transforma en un considérable succès. Cette même année, il écrite sa dernière grande œuvre pour piano à quatre mains, la Fantaisie en fa mineur, D 940, qu'il dédie à Karoline Esterházy. En 1829, un an après la mort de Schubert, son éditeur la publie comme l'op. 103. Cette année-là, certaines des nécrologies écrites par les amis de Schubert mentionnent une Symphonie, composée à Bad Gastein en 1825, particulièrement appréciée du vivant du compositeur.

## Mouvements
La Sonate en ut majeur, D 812, en quatre mouvements, est la plus élaborée des pièces pour piano à quatre mains que Schubert a écrites pendant son été à Zseliz en 1824. Le temps d'exécution de la Sonate varie de moins de 37 minutes à plus de 47 minutes.

### I. Allegro moderato
Dans le premier mouvement allegro moderato de la Sonate, une forme sonate en 2/2, la figure d'ouverture du sujet principal est partagée par les deux pianistes. Ce thème principal se compose de deux phrases, chacune suivie d'une cadence tranquille. Le deuxième sujet, une variante mélodieuse du premier, est présenté en la bémol majeur dans la deuxième partie, et est ensuite partagé par les deux pianistes. La section de développement relativement courte commence par une version transposée du sujet principal. Dans la récapitulation finale, qui comporte des modulations frappantes, le deuxième thème est entendu dans une tonalité en ut mineur. Le mouvement se termine par une large coda.

### II. Andante
Le mouvement lent de la Sonate, en 3/8 temps, est un andante en la bémol majeur. Il y a peu de complexité dans le thème d'ouverture, mais il y a de l'ingéniosité dans la façon dont les deux pianistes s'imitent (ou se répondent) avec quelques audacieux affrontements harmoniques.

### III. Scherzo et Trio
Le mouvement Scherzo est un allegro vivace avec des dissonances pianistiques percussives. Son Trio est en fa mineur et possède un rythme franc contrastant avec une mélodie aux phrases de longueurs différentes.

### IV. allegro vivace
Le premier thème du final allegro vivace prolongé, en 2/4, a le rythme d'une danse hongroise et oscille entre do majeur et la relative (la mineur). Le deuxième thème a une allure dvořákienne. Les passages où les thèmes sont partagés entre les deux pianistes sont très exigeants (technique) pour les interprètes.

## Réception
La Sonate D 812 a été publiée après la mort de Schubert, en 1837, lorsqu'elle a été imprimée sous le titre Grand Duo. Schumann a publié son commentaire, dans lequel il décrit l'œuvre comme une version plus féminine d'une symphonie beethovenienne, en 1838. L'arrangement symphonique de Joseph Joachim de la Sonate a été créé quelques années avant le piano la version duo a eu sa première représentation publique en 1859. De la fin du XIXe siècle à la seconde moitié du XXe siècle, les musicologues pensaient possible que le Grand Duo soit une version pour piano de la Symphonie Gmunden-Gastein, thèse aujourd'hui réfutée.
Les plus grands concertistes Sviatoslav Richter et Benjamin Britten ou Daniel Barenboim et Radu Lupu (joué en 2000 au Carnagie Hall) ont interprété ensemble cette partition unique.

### Contemporains
Quand Anton Diabelli puble le Grand Duo sous le nom d'Op.140 le 29 décembre 1837, il dédie l'édition à Clara Wieck, à qui il donne également l'autographe de la sonate. Quelques mois plus tard, son futur mari, Robert Schumann, écrit sur la pièce et son compositeur dans le Neue Zeitschrift für Musik :
| ... scheint mir das Duo noch unter Beethoven'schem Einfluß entstanden, wie ich es denn auch für eine auf das Clavier übertragene Symphonie hielt, bis mich das Original-Manuscript in dem es von seiner eigenen Hand als „vierhändige Sonate“ bezeichnet ist, eines Anderen überweisen wollte. „Wollte“ sag' ich; denn noch immer kann ich nicht von meinem Gedanken. Wer so viel schreibt wie Schubert, macht mit Titeln am Ende nicht viel Federlesens, und so überschrieb er sein Werk in der Eile vielleicht Sonate, während es als Symphonie in seinem Kopfe fertig stand; des gemeineren Grundes noch zu erwähnen, daß sich zu einer Sonate doch immer eher Herausgeber fanden, als für eine Symphonie, in einer Zeit, wo sein Name erst bekannt zu werden anfing. Mit seinem Styl, der Art seiner Behandlung des Claviers vertraut, dieses Werk mit seinen andern Sonaten vergleichend, in denen sich der reinste Claviercharakter ausspricht, kann ich mir es nur als Orchesterstück auslegen. Man hört Saiten- und Blasinstrumente, Tutti's, einzelne Soli's, Paukenwirbel; die großbreite symphonische Form, selbst die Anklänge an Beethoven'sche Symphonieen, wie im zweiten Satz an das Andante der zweiten von Beethoven, im letzten an den letzten der A dur-Symphonie, wie einige blassere Stellen (...), die mir durch das Arrangement verloren zu haben scheinen, unterstützen meine Ansicht gleichfalls. Damit möchte ich das Duo aber gegen den Vorwurf schützen, daß es als Clavierstück nicht immer richtig gedacht sei, daß dem Instrument etwas zugemuthet wird, was es nicht leisten kann, während es als eine arrangirte Symphonie mit andern Augen zu betrachten wäre. Nehmen dit ainsi, und wir sind um eine Symphonie reicher. Die Anklänge an Beethoven erwähnten wir schon; zehren wir doch alle von seinen Schätzen. Aber auch ohne diesen erhabenen Vorgänger wäre Schubert kein Anderer worden; seine Eigenthümlichkeit würde vielleicht nur später durchgebrochen sein. So wird, der einigermaßen Gefühl und Bildung hat, Beethoven und Schubert auf den ersten Seiten erkennen und unterscheiden. Schubert ist ein Mädchencharakter an Jenen gehalten, bei weitem geschwätziger, weicher und breiter; gegen Jenen ein Kind, das sorglos unter den Riesen spielt. So verhalten sich diese Symphonieensätze zu denen Beethoven's und können in ihrer Innigkeit gar nicht anders, als von Schubert gedacht werden. Zwar bringt auch er seine Krafstellen, bietet auch er Massen auf; doch verhält es sich immer wie Weib zum Mann, der befiehlt, wo jenes bittet und überredet. Dies alles aber nur im Vergleich zu Beethoven ; gegen Andere ist er noch Mann genug, ja der kühnste und freigeistigste der neueren Musiker. In diesem Sinne möge man das Duo zur Hand nehmen. Nach den Schönheiten braucht man nicht zu suchen; sie kommen uns entgegen und gewinnen, je öfter man sie betrachtet; man muß es durchaus lieb gewinnen dieses leise liebende Dichtergemüth. So sehr gerade das Adagio an Beethoven erinnert, so wüßte ich auch kaum etwas, wo Schubert sich mehr gezeigt als Er; so leibhaftig, daß einem wohl bei einzelnen Tacten sein Nom über die Lippen schlüpft, und dann hat's getroffen. Auch darin werden wird übereinstimmen, daß sich das Werk vom Anfang bis zum Schluß auf gleicher Höhe hält;... ja der kühnste und freigeistigste der neueren Musiker. In diesem Sinne möge man das Duo zur Hand nehmen. Nach den Schönheiten braucht man nicht zu suchen; sie kommen uns entgegen und gewinnen, je öfter man sie betrachtet; man muß es durchaus lieb gewinnen dieses leise liebende Dichtergemüth. So sehr gerade das Adagio an Beethoven erinnert, so wüßte ich auch kaum etwas, wo Schubert sich mehr gezeigt als Er; so leibhaftig, daß einem wohl bei einzelnen Tacten sein Nom über die Lippen schlüpft, und dann hat's getroffen. Auch darin werden wird übereinstimmen, daß sich das Werk vom Anfang bis zum Schluß auf gleicher Höhe hält;... ja der kühnste und freigeistigste der neueren Musiker. In diesem Sinne möge man das Duo zur Hand nehmen. Nach den Schönheiten braucht man nicht zu suchen; sie kommen uns entgegen und gewinnen, je öfter man sie betrachtet; man muß es durchaus lieb gewinnen dieses leise liebende Dichtergemüth. So sehr gerade das Adagio an Beethoven erinnert, so wüßte ich auch kaum etwas, wo Schubert sich mehr gezeigt als Er; so leibhaftig, daß einem wohl bei einzelnen Tacten sein Nom über die Lippen schlüpft, und dann hat's getroffen. Auch darin werden wird übereinstimmen, daß sich das Werk vom Anfang bis zum Schluß auf gleicher Höhe hält;... man muß es durchaus lieb gewinnen dieses leise liebende Dichtergemüth. So sehr gerade das Adagio an Beethoven erinnert, so wüßte ich auch kaum etwas, wo Schubert sich mehr gezeigt als Er; so leibhaftig, daß einem wohl bei einzelnen Tacten sein Nom über die Lippen schlüpft, und dann hat's getroffen. Auch darin werden wird übereinstimmen, daß sich das Werk vom Anfang bis zum Schluß auf gleicher Höhe hält;... man muß es durchaus lieb gewinnen dieses leise liebende Dichtergemüth. So sehr gerade das Adagio an Beethoven erinnert, so wüßte ich auch kaum etwas, wo Schubert sich mehr gezeigt als Er; so leibhaftig, daß einem wohl bei einzelnen Tacten sein Nom über die Lippen schlüpft, und dann hat's getroffen. Auch darin werden wird übereinstimmen, daß sich das Werk vom Anfang bis zum Schluß auf gleicher Höhe hält;... |

En 1855, Joseph Joachim orchestre le Grand Duo à l'instigation de Johannes Brahms. L'arrangement joué pour la première fois en février 1856 à Hanovre. À Leipzig, la Symphonie de Joachim après le Duo pour piano en ut majeur est jouée entre 1859 et 1864. Brahms dirige la version de Joachim plusieurs fois dans les années 1870. La partition est alors publiée sous le titre Sinfonie von Franz Schubert : Nach Op.140 Instrumentirt von Joseph Joachim en 1873. Dans les pas de Diabelli, Joachim a dédié son arrangement à Clara Schumann. Joachim a omis l'indication de tempo pour le 3e mouvement et a remplacé l'Allegro vivace du mouvement "Finale" par Allegro moderato. À Londres, la Symphonie d'après le Grand Duo de Schubert est jouée pour la première fois en 1876, sous la direction de Joachim.
La version originale en duo pour piano de Schubert est créée en décembre 1859. L' édition rassemble des œuvres du XIXe siècle. La Sonate se trouve dans le deuxième volume de la 9e série de 1888, éditée par Anton Door. Au cours des dernières décennies du XIXe siècle, les interprètes accordent à nouveau un attention particulière à la Symphonie de Gmunden-Gastein. Selon des auteurs comme George Grove, la pièce a été perdue sans laisser de trace. D'autres musicologues prétendent que le Grand Duo pourrait être une version pour piano de cette Symphonie.

### AuXXesiècle
Donald Tovey écrit sur le Grand Duo en 1935. Réitérant principalement les vues de Schumann et contribuant davantage à la fusion de la Symphonie de Gmunden-Gastein avec la Sonate à quatre mains pour piano. Selon le musicologue écossais, la Sonate de Schubert est dépourvue de caractéristiques pianistiques. Comme Tovey, Bernard Shore souligne la remarquable orchestration. De nouvelles orchestrations de la Sonate ont été fournies par Felix Weingartner (vers 1934), Anthony Collins (1939), Marius Flothuis (1940–42), Karl Salomon (1946) et Fritz Oeser (1948). L'arrangement de Karl Ulrich Schnabel de la Sonate pour un pianiste a été publié en 1949. Arturo Toscanini a enregistré l'arrangement de Joachim (Op. 140) avec le NBC Symphony Orchestra en 1941. Un autre enregistrement de l'arrangement de Joachim, par Felix Prohaska à la direction de l'Orchestre de l'Opéra d'État de Vienne, est sorti en janvier 1951. Par ailleurs, Clemens Krauss a dirigé le Bavarian Radio Symphony Orchestra dans un enregistrement de 1954 de l'orchestration du Grand Duo par Karl Frotzler.
Dans sa biographie du compositeur de 1958, Maurice J. E. Brown écrit que « les proportions du [Grand Duo] suggèrent une symphonie plutôt qu'une sonate », mais il rejette l'idée promue par Schumann et Tovey qu'il s'agit d'une symphonie déguisé. Entre autres incompatibilités, les dates (c'est-à-dire 1824 pour la Sonate et 1825 pour la Symphonie) ne s'additionnent pas pour une identification de l'Op.140 avec le Gmunden-Gasteiner.
Le musicologue souligne que lorsque Schubert rédigeait un brouillon de symphonie sous forme de partition pour piano, il l'intitulait Symphonie : ce n'est pas le cas ici de la Sonate en ut majeur, dont l'autographe n'est pas un brouillon mais une copie au propre, donc, selon Brown, les intentions du compositeur étaient claires. Le chercheur n'est pas convaincu par les versions orchestrales, qu'il considère comme trahissant les origines pianistiques de la pièce. Il y a une différence dans la façon dont Schubert organise une symphonie et comment il organise une sonate, le Grand Duo suivant les principes de ce dernier type de composition : Brown illustre son argument par quelques comparaisons entre la l'œuvre pour piano à quatre mains et les sonates pour piano solo que Schubert a écrites à peu près à la même époque. Voici le résumé dans le catalogue Deutsch (édition de 1978) contre la proposition de « symphonie déguisée » :
| Schuberts Überschift "Sonate", außerdem seine Berichte von der Komposition einer "großen Sonate... zu 4 Hände" in Briefen aus Zseliz (...) sprechen indessen ebenso gegen ein zugrundeliegendes Orchesterwerk, wie stilistisch die zahlreichen klavieristischen Spielfiguren. |

La Sonate s'est retrouvé à la Bodleian Library, dans le cadre de la collection Margaret Deneke Mendelssohn. La Nouvelle édition de Schubert a publié la Sonate en 1978, éditée par Christa Landon.
En 1986, Max Harrison revient sur la question de savoir si la Sonate D 812 est plutôt pianistique ou orchestrale : il analyse de nombreux passages, comme des transitions réalisées en filigrane (typique du style de piano de Schubert), qui se sont avérés trop difficile à orchestrer. Seulement quelques passages, comme les notes de pédale, aident à un arrangement orchestral.

#### Interprétation psychanalytique
À la fin des années 1980, les musicologues mettent au jour des possibles affirmations de Schumann relatives à la féminité de Schubert. Ce qui attire un point de vue différent sur la recherche musicologique, jusque là insoupçonné. Des articles publiés dans 19th-Century Music décrivent Schubert comme homosexuel. Se basant sur les commentaires de 1838, publiés dans le Neue Zeitschrift für Musik. En parallèle, Joseph Horowitz écrit en 1992 dans le New York Times. Selon Horowitz, l'imitation des sons orchestraux est idiosyncrasique du style de piano de Schubert et l'œuvre pour piano à quatre mains n'est, malgré de nombreuses caractéristiques symphoniques et la difficulté de bien la faire sonner au piano, aucune symphonie.

### XXIesiècle
Dans son livre sur le Winterreise de Schubert, Ian Bostridge écrit que les discussions savantes sur la question de savoir si le compositeur était homosexuel se sont éteintes environ deux décennies après avoir commencé. Donnant un aperçu de ces discussions, Bostridge décrit comme anachronique le fait de coller les concepts de la fin du XXe siècle sur l'homosexualité dans le monde du début du XIXe siècle de Schubert : l'androgynie, la féminité évoquée par Schumann, voire l'homo-érotisme comme dans certains écrits de Goethe, par exemple le poème Ganymed mis en musique par Schubert (D 544), appartiennent à ce premier monde romantique, sans qu'il soit possible de psychanalyser le compositeur. Néanmoins, les biographes s'accordent à dire que Schubert est tombé amoureux de Karoline Esterházy, comme il était tombé amoureux d'autres femmes auparavant. Plusieurs documents contemporains, découvert par Rita Steblin attestent cet amour impossible.
Un autre aperçu du même sujet, comme celui de Bostridge du milieu de la deuxième décennie du XXIe siècle est donné dans Schubert de Julian Horton. L'auteur voit également une surinterprétation dans certaines des analyses des années 1990 concluant sur la sexualité de Schubert.

#### Primauté de la version orchestrale de Joseph Joachim

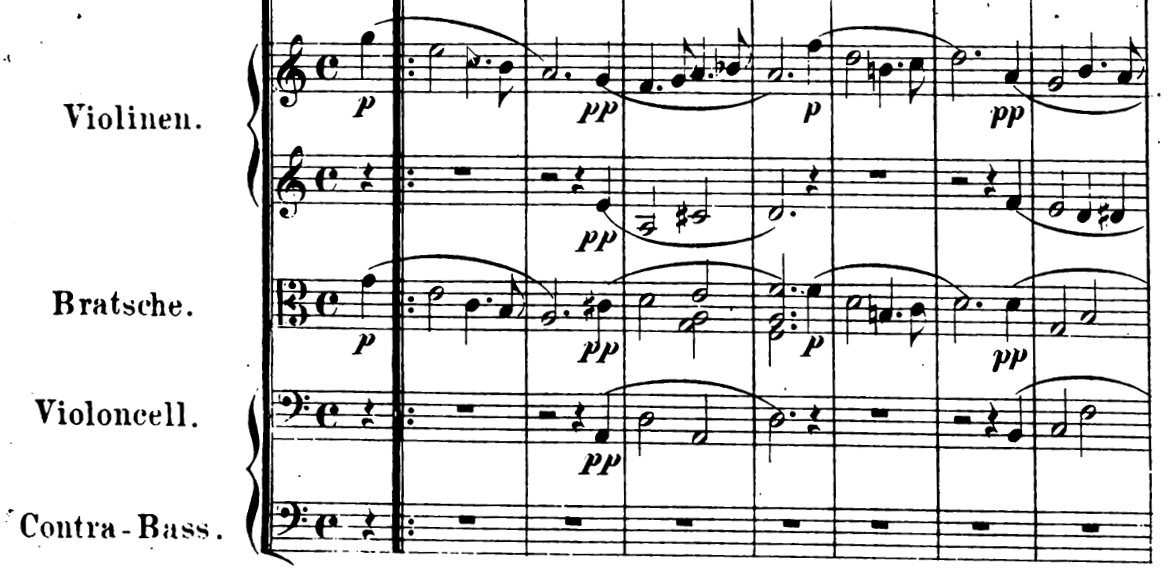
Début du premier mouvement de l'orchestration de Joachim.

De tous les arrangements orchestraux de la sonate D 812, seul celui de Joachim est resté au répertoire. Le Berliner Philharmoniker, dirigé par Murray Perahia, l'interprète lors d'un concert en janvier 2013. Michael Stegemann, auteur du programme de ce concert, s'éloigne de l'idée que Schubert aurait inconsciemment écrit pour orchestre en composant la Sonate.
Dans une contribution publiée en 2016, Hans-Joachim Hinrichsen analyse la partie de la lettre de Schubert de mars 1824 à Kupelwieser sur l'ouverture de la voie vers la grande symphonie via des compositions de musique de chambre. Hinrichsen écrit à propos d'une césure dans la production de Schubert, à la suite de cette lettre, dans laquelle le compositeur choisit la musique vocale (comme les opéras qui avaient été rejetés peu de temps auparavant) au détriment de la musique instrumentale. En vue d'atteindre un public plus large via une musique symphonique, la Sonate en ut majeur pour piano à quatre mains fut la première œuvre majeure après cette césure. L'ambition de Schubert n'était cependant pas d'apprendre à écrire pour orchestre (ce qu'il savait déjà faire) via ces compositions musicales, mais plutôt, comment écrire pour un public plus large que son cercle d'amis (qui aimeraient ce qu'il compose). D'où l'aspiration de Schubert, d'ici la fin de l'été, à laisser le public viennois juger des premiers résultats de cette nouvelle approche, au lieu du succès « facile » dans la Hongrie rurale.

## Enregistrements

### Quatre mains
La version piano duo de D 812 a été enregistrée par :
- Paul Badura-Skoda et Jörg Demus (1951)
- Or et Fizdale (1955)
- Alfred Brendel et Évelyne Crochet (1962)
- Jörg Demus et Paul Badura-Skoda (1963 ; en direct ; durée d'enregistrement : 36:26)
- Sviatoslav Richter et Benjamin Britten (1965 ; mono ; live ; durée d'enregistrement : 39:12)
- Christian Ivaldi et Noël Lee (1977 ; durée d'enregistrement : 36:53)
- Anne Queffélec et Imogen Cooper (1978 ; durée d'enregistrement : 41:05)
- Alfons et Aloys Kontarsky (1979)
- Christoph Eschenbach et Justus Frantz (1979 ; durée d'enregistrement : 47:21)
- Karl Ulrich Schnabel et Joan Rowland (1983)
- Duo Minkofski-Garrigues Kilian (1985)
- Peter Noke et Helen Krizos (avril 1986 ; durée d'enregistrement : 42:46)
- Duo Crommelynck (1987)
- Nadine Palmier et Joël Rigal (octobre 1990 ; durée d'enregistrement : 40:21)
- Isabel Beyer et Harvey Dagul (1993 ; durée d'enregistrement : 45:42)
- Klavierduo Stenzl (1993)
- Duo Tal & Groethuysen (1995)
- Daniel Barenboim et Radu Lupu (1996 ; durée d'enregistrement : 43:13)
- Robert Levin et Malcolm Bilson (1996 ; durée d'enregistrement : 46:32)
- Begoña Uriarte et Karl-Hermann Mrongovius (1997 ; durée d'enregistrement : 44:20)
- Camélia Sima et David Montgomery (1997)
- Anthony Goldstone et Caroline Clemmow (1998 ; durée d'enregistrement : 36:18)
- Duo Alkan (2000)
- Claire Aebersold et Ralph Neiweem (2004)
- Duo Koroliov (2004)
- Ievgeny Kissin et James Levine (2005 ; en direct ; durée d'enregistrement : 40:49)
- GrauSchumacher Piano Duo (2005; durée d'enregistrement : 37:15)
- Allan Schiller et John Humphreys (2007 ; durée d'enregistrement : 43:35)
- Duo d'Accord (Lucia Huang et Sebastian Euler ; 2009; durée d'enregistrement : 38:42)
- Jonathan Plowright et Aaron Shorr (2012 ; en direct ; enregistrement vidéo)
- Ismaël Margain et Guillaume Bellom (2012)
- Jan Vermeulen et Veerle Peeters (2016)
- Adrienne Soós et Ivo Haag (2018 ; durée d'enregistrement : 42:42)

### Version orchestrale
René Leibowitz a également orchestré le Grand Duo en 1965. En 1991, Raymond Leppard enregistre sa propre version de la sonate D 812 mais les interprètes reviennent à l'arrangement de Joachim. Dans les dernières décennies du XXe siècle, le Grand Duo est gravé par :
- Claudio Abbado dirigeant l'Orchestre de Chambre d'Europe (1987)
- Michael Halász dirigeant l'Orchestre Failoni (1994)
- Leon Botstein dirigeant l'American Symphony Orchestra (1994)
- Christoph Eschenbach avec l'Orchestre symphonique de Houston (1996)